# 나카노역 (군마현)
나카노역(일본어: 中野駅, なかのえき)은 일본 군마현 미도리시에 있는 와타라세 계곡 철도 와타라세 계곡선의 역이다. 역 번호는 WK10이다.

## 역 구조
단선 승강장 1면 1선의 구조이다. 곡선 상에 설치되어 있는 무인역이다. 주차장은 없지만 기류 방향 아래쪽에 주차장이 있다. 화장실이 설치된 역으로 역 출입구의 도로 반대편(건널목 옆)에 있다.

## 역 주변
- 국도 제122호선
- 사야도 관광 농원
- NTT 도코모 사야도 위성 통신소

## 역사
- 1989년 3월 29일: 동일본여객철도 아시오 선의 제3섹터 철도화로 와타라세 계곡 철도의 역이 됨.

## 인접역
| ■ 와타라세 계곡 철도 와타라세 계곡선 | ■ 와타라세 계곡 철도 와타라세 계곡선 | ■ 와타라세 계곡 철도 와타라세 계곡선 |
| ------------------------------------ | ------------------------------------ | ------------------------------------ |
| WK09 하나와 기류 방면                |                                      | 고나카 WK11 마토 방면                |